# Championnat du Maroc de football de deuxième division
Le Championnat du Maroc de football de deuxième division, appelé Botola Pro2 ou Botola Pro2 Inwi pour des raisons de parrainage avec Inwi, est le championnat professionnel de la 2e classe de plus haut niveau de football marocain.
Créé en juin 1915 par la Fédération marocaine des sports athlétiques (FMSA), organisé annuellement, de l'été au printemps suivant, par la Ligue Nationale de Football Professionnel (LNFP) dont il oppose 16 équipes sur 30 journées (aller et retour).
L'US Tanger détient le record des titres, record partagé avec le MA Tétouan.

## Histoire
De 1915 à 1956, lors du Protectorat français au Maroc, le championnat national était organisé et guidée par la Fédération Marocaine des Sports Athlétiques (FMSA) avec le soutien et sponsoring de l'Union des Sociétés et Fédérations des Sports Athlétiques (USFSA) jusqu'à 1919 et ensuite par la Ligue du Maroc de Football Association (LMFA) de 1919 à 1957.
En parallèle au championnat du Maroc Division Honneur, le championnat de la promotion première division comme elle était appelée à l'époque depuis sa création en 1915, était composée de deux groupes (Nord et Sud). Par la suite, les clubs (champion et vice-champion) de chaque région (ligue du chaouia et ligue sultanat) de cette division ont été qualifiants en demi-finales (match unique) pour avoir un seul champion et son dauphin pour joués les matchs barrages pour la montée.
Au mois d'avril 1956, année de l'indépendance, est organisée la Coupe de l'Indépendance, afin de répartir les clubs dans les différentes divisions pour la nouvelle saison du championnat du royaume unis. Les meilleures équipes du tournoi qui sont pas parmi l'élite auront la chance de compter leurs rencontres comme des matchs barrages pour remplacés les clubs dessous (clubs des protecteurs français et espagnols) en première division.
Le championnat du Maroc a connu plusieurs évolutions. D'abord composé de 12 clubs, elle a 14 clubs, et passé à 16 clubs, puis elle est revenue à 14 clubs lors de la saison 1958-1959, structure qu'il gardera jusqu'à la saison 1966-1967 où il repasse de nouveau à 16 clubs, puis 18 clubs la saison suivante, avant de revenir à une formule à 16 en 1968-1969.
Cette formule perdura durant toute la décennie 1970, avant que le nombre ne passe à 20 lors de la saison 1980-1981, puis ramené à 18 la saison suivante et 16 clubs la saison d'après.
Lors de la saison 1985-1986, le nombre est augmenté à 20 clubs de nouveau. La saison suivante 1986-1987 connaîtra la mise en place d'une formule inédite comprenant deux groupes de 12 clubs clubs chacun, les quatre premiers de chaque groupe sont qualifiés aux play-offs qui se disputent en mini-championnat.
En 1987-1988, le championnat est ramené à 18 clubs à poule unique, puis à 16 clubs en 1988-1989. Depuis cette saison, le nombre de clubs en division d'élite ne connaîtra plus de changement.
Le système de promotion en Botola Pro1 a aussi connu des changements au fil de l'histoire. Ainsi, les matches barrages ont été supprimés au milieu des années 1990, et depuis, les clubs classés premier et second de la Botola 2 sont directement promus en division d'élite.
À la fin de la saison 1996-1997, un nouveau organe de football a été créé sous le nom de Groupement national de football (GNF), qui deviendra l'organisme responsable des deux premières divisions d'élite de football au Maroc, et qui porteront depuis les noms de GNF 1 et GNF2.
En 2007-2008, la Botola fait un grand pas vers le professionnalisme profitant de l'augmentation des Droits TV grâce à des nouveaux contrats conclus avec la SNRT, ainsi que des recettes de parrainage. La deuxième division est désignée depuis cette saison par le nom de « Botola 2 », qui signifie « Championnat » en arabe.
Depuis la saison 2009-2010, GNF a disparu et la Botola est gérée depuis directement par la FRMF.

## Clubs participants en 2025/2026[3]
- Racing AC
- CS Marocain
- Jeunesse sportive Soualem
- Mouloudia Club de Oujda
- CA Khénifra
- Wydad AF
- CJB Guerir
- RB Mellal
- USM Oujda
- Union sportive de Bejaad
- JS Massira
- Moghreb Atlético Tetuán
- Wydad ST
- union sportive amal tiznit
- Sporting Club Chabab Mohammédia
- Kénitra Athletic Club

## Promotion et relégation
- Les deux premiers clubs sont automatiquement promus en Botola Pro1
- Les deux derniers sont relégués en National.

## Palmarès

### Championnat (Pré-Honneur)
- 1930-1931 : Hilal Tanger (1)
- 1931-1932 : Racing AC (1)
- 1932-1933 : SCC Roches Noires (1)
- 1933-1934 : Hilal Tanger (2)
- 1934-1935 : US Safi (1)
- 1935-1936 : SCC Roches Noires (2)
- 1936-1937 : Hilal Tanger (3)
- 1937-1938 : Centrale Laitière AS (1)
- 1938-1939 : Fédala SC (1)
- 1939-1940 : Centrale Laitière AS (2)
- 1940-1941 : OM Rabat (1)
- 1941-1942 : Wydad AC (1)
- 1942-1943 : Centrale Laitière AS (3)
- 1943-1944 : Racing AC (2)
- 1944-1945 : Idéal CM (1)
- 1945-1946 : Fédala SC (2)
- 1946-1947 : CS Marocain (1)
- 1947-1948 : USD Meknès (1)
- 1948-1949 : OM Rabat (2)
- 1949-1950 : MC Oujda (1)
- 1950-1951 : Idéal CM (2)
- 1951-1952 : SCC Roches Noires (3)
- 1952-1953 : Maghreb AS (1)
- 1953-1954 : KAC Marrakech (1)
- 1954-1955 : Tihad AS (1)
- 1955-1956 : Matchs de barrages
- 1956-1957 : Meknès RC (1)
- 1957-1958 : MA Tétouan (1)
- 1958-1959 : Association des FAR (1)
- 1959-1960 : MA Tétouan (2)
- 1960-1961 : CS Marocain (2)
- 1961-1962 : IR Tanger (4)
- 1962-1963 : EJS Casablanca (1)
- 1963-1964 : Tihad AS (2)
- 1964-1965 : MA Tétouan (2)
- 1965-1966 : US Kacem (1)
- 1966-1967 : ASPTT Mohammédia (1)
- 1967-1968 : EJS Casablanca (2)
- 1968-1969 : AS Salé (1)
- 1969-1970 : MA Tétouan (3)
- 1970-1971 : HUS Agadir (1)
- 1971-1972 : Tihad AS (3)
- 1972-1973 : AS Salé (2)
- 1973-1974 : MA Tétouan (4)
- 1974-1975 : COD Meknès (1)
- 1975-1976 : EJS Casablanca (3)
- 1976-1977 : RS Berkane (1)
- 1977-1978 : US Kacem (2)
- 1978-1979 : US Mohammédia (3)
- 1979-1980 : US Touarga (1)
- 1980-1981 : RS Kénitra (1)
- 1981-1982 : US Touarga (2)
- 1982-1983 : US Kacem (3)
- 1983-1984 : Chabab SH (1)
- 1984-1985 : US Mohammédia (4)
- 1985-1986 : HA Nador (1)
- 1986-1987 : Centrale Laitière AS (4)
- 1987-1988 : DH Jadida (1)
- 1988-1989 : WA Fès (1)
- 1989-1990 : Tihad AS (4)
- 1990-1991 : USM Oujda (1)
- 1991-1992 : Rachad BFC (1)
- 1992-1993 : SCC Mohammédia (1)
- 1993-1994 : JS Massira (1)
- 1994-1995 : Tihad AS (5)
- 1995-1996 : WA Fès (2)
- 1996-1997 : Maghreb AS (2)
- 1997-1998 : Fath US (2)
- 1998-1999 : RS Settat (1)
- 1999-2000 : Racing AC (2)
- 2000-2001 : IR Tanger (5)
- 2001-2002 : Kénitra AC (1)
- 2002-2003 : MC Oujda (2)
- 2003-2004 : OC Safi (2)
- 2004-2005 : MA Tétouan (5)
- 2005-2006 : Maghreb AS (3)
- 2006-2007 : Fath US (3)
- 2007-2008 : AS Salé (3)
- 2008-2009 : Fath US (4)
- 2009-2010 : JSK Tadla (1)
- 2010-2011 : COD Meknès (2)
- 2011-2012 : RB Mellal (1)
- 2012-2013 : KAC Marrakech (2)
- 2013-2014 : CA Khénifra (1)
- 2014-2015 : IR Tanger (6)
- 2015-2016 : CA Khénifra (2)
- 2016-2017 : Rapide COZ (1)
- 2017-2018 : MC Oujda (3)
- 2018-2019 : RCA Zemamra (1)
- 2019-2020 : SCC Mohammedia (2)
- 2020-2021 : OC Khouribga (2)
- 2021-2022 : MA Tétouan (6)
- 2022-2023 : RCA Zemamra (2)
- 2023-2024 : COD Meknès (3)
- 2024-2025 : KAC Marrakech (3)

## Historique des logos

Depuis sa création en 1915, la Botola Pro 2 a connu 6 versions :
1915-1922 Drapeau marocain
1922-1956 Logo de la LMFA
1956-1996 Drapeau marocain
1996-2010 Logo du GNF
2015-2019 Logo de la Botola 2 Maroc Telecom
2020- Logo de la Botola Pro 2 Inwi